# New Miami
New Miami è un villaggio degli Stati Uniti d'America, situato nello stato dell'Ohio, nella contea di Butler.